# Kanada i olympiska vinterspelen 1924
Kanada deltog i olympiska vinterspelen 1924. Kanadas trupp bestod av tolv idrottare varav elva var män och en var kvinna. Den äldsta idrottaren i Kanadas trupp var Bert McCaffrey (29 år, 291 dagar) och den yngsta var Cecil Smith (15 år, 137 dagar).

## Medaljer

### Guld
- Ishockey
  - Herrarnas turneing: Jack Cameron, Ernie Collett, Bert McCaffrey, Harold McMunn, Dunc Munro, Beattie Ramsay, Cyril Slater, Reginald "Hooley" Smith och Harry Watson

## Övriga resultat

### Konståkning
- Singel herrar
  - Melville Rogers - 7
- Par
  - Cecil Smith och Melville Rogers - 7
- Singel damer
  - Cecil Smith - 6

### Hastighetsåkning på skridskor
- 500 m herrar
  - Charles Gorman - 7
- 1 500 m herrar
  - Charles Gorman - 11
- 5 000 m herrar 
  - Charles Gorman - ?
- Allround herrar
  - Charles Gorman - ?

## Trupp

### Konståkning
- Melville Rogers
- Cecil Smith

### Ishockey
- Jack Cameron
- Ernie Collett
- Bert McCaffrey
- Harold McMunn
- Dunc Munro
- Beattie Ramsay
- Cyril Slater
- Reginald "Hooley" Smith
- Harry Watson

### Hastighetsåkning på skridskor
- Charles Gorman